# Mi TV
Mi TV, (anteriormente conocido como Sport Plus, entre 2007 a 2011 y Canal Plus entre 2011 a 2014) fue un canal de televisión por suscripción, con sede en Caracas dedicado a programas deportivos y posteriormente al espectáculo, la moda y la farándula.

## Historia

### Inicio como Sport Plus (2007-2011)
Sport Plus empezó sus transmisiones con la emisión de la Copa América Venezuela 2007.
En sus inicios tenía los derechos exclusivos para transmitir la Primera División de Venezuela (hasta el 2010).
El canal llegó a una alianza con GolTV para emitir la Bundesliga, la Liga Nos portuguesa, la Ligue 1 francesa, la Primera División de Uruguay y la Copa Italia, además de la NBA y algunos programas propios de dicho canal. 
En noviembre del 2011 se anunció el cambio de nombre a Canal Plus.

### Cambio a Canal Plus (2011-2014)
Canal Plus empezó como un canal deportivo, pero paulatinamente se agregarían algunos programas de entretención, como En Pelotas 2, Caracas Live y Cuéntamelo, así como Fútbol al día y Anótala. También se transmitieron algunos eventos deportivos como la Primeira Liga y la Copa Italia.

### Últimos años como Mi TV y cierre (2014-2016)
En septiembre de 2014, Canal Plus desaparece para dar paso a Mi TV, un canal donde se mostraban avances de programación de diferentes canales de la parrilla de Inter.
En una nota de prensa del 18 de septiembre, publicada bajo la web de Inter, se explicaba que este canal era "una vitrina para exhibir lo mejor, lo más novedoso e interesante que ofrecen los canales de la parrilla de programación de Inter, de una manera dinámica, amena y cercana, convirtiéndose en una guía moderna y atractiva en cuanto a contenidos". El 15 de junio de 2016, el canal Mi TV dejó de transmitir definitivamente, argumentando razones de fuerza mayor.